# Indravati-Talsperre
Die Indravati-Talsperre befindet sich im indischen Bundesstaat Odisha.
Die Talsperre am Oberlauf der Indravati wurde in den Jahren 1978–2001 fertiggestellt. 
Sie umfasst 4 Dämme und 8 Deiche, mit welchen die Indravati sowie mehrere ihrer Nebenflüsse aufgestaut werden.
Die Talsperre dient der Bewässerung und der Energieerzeugung. 
Über einen Druckstollen und eine Druckleitung wird das Wasser dem Kraftwerk (⊙) bei Mukhiguda zugeführt. Es verfügt über 4 vertikale Francis-Turbinen zu je 150 MW. Anschließend wird das Wasser über Bewässerungskanäle sowie über den Hati, einen Nebenfluss des Tel, abgeführt.
Das Stauziel (FRL) liegt bei 642 m. Der maximale Wasserstand (MWL) liegt bei 643 m, der niedrigste Wasserstand (DSL) bei 625 m.
Der Stausee besitzt einen Gesamtstauraum von 2300 Mio. m³ sowie ein nutzbares Speichervolumen von 1435,5 Mio. m³. 
Der Stausee besitzt bei Stauziel eine Wasserfläche von 110 km².